# Johannes Chum
Johannes Chum (* um 1968 in Vorau, Steiermark) ist ein österreichischer Tenor.

## Leben
Johannes Chum wuchs in Gleisdorf auf und begann seine musikalische Ausbildung bei den Wiener Sängerknaben. Er studierte an der Universität für Musik und darstellende Kunst Graz, Theologie und Musikpädagogik und an der Wiener Musikakademie, Lied und Oratorium bei Kurt Equiluz. Eine weitere Gesangsausbildung absolvierte er bei dem Bassisten Arthur Korn.
Chum ist Direktor am Konservatorium für Kirchenmusik Augustinum in Graz.

### Opernrollen
Chum debütierte 1994 in St. Pölten als Lysander in Benjamin Brittens Ein Sommernachtstraum. Es folgten der Caramello in der Strauss-Operette Eine Nacht in Venedig am Stadttheater Klagenfurt und danach rasch Auftritte an wichtigen Opernhäusern und Festspielen Europas, wie an der Frankfurter und der Grazer Oper, der Opéra Bastille in Paris und der De Nederlandse Opera in Amsterdam, sowie der Mozartwoche, dem Lucerne Festival, den Bregenzer und den Salzburger Festspielen.
Sein Repertoire legt den Schwerpunkt auf die klassischen Mozart-Rollen – Belmonte, Tamino, Don Ottavio, Ferrando, sowie die Titelrollen in Idomeneo und Titus. Er sang aber auch den Belfiore in La finta giardiniera (in Graz) und den Aufidio in Lucio Silla (in Amsterdam), sowie die kleineren Tenorpartien Don Curzio (in Le nozze di Figaro) und Arbace (im Idomeneo). Darüber hinaus übernahm er den Jaquino in Beethovens Fidelio, den Sänger im Rosenkavalier und den Jüngling in der Frau ohne Schatten.
Bei den Burgenländischen Haydn-Festspielen verkörperte er 1998 den Germando in L’isola disabitata und 1999 den Rinaldo in Haydns Armida. In Frankfurt gastierte er als Nerone in Monteverdis L’incoronazione di Poppea, bei den Innsbrucker Festwochen der Alten Musik in Contis Don Chisciotte in Sierra Morena, sowie an der Staatsoper Berlin als Monteverdis L’Orfeo. Als Don Ottavio debütierte er u. a. an der Volksoper Wien und der Opéra de Rouen. Bei den Bregenzer Festspielen sang Chum im Jahr 2002 den Michel in Martinůs Juliette, im Teatro Liceu von Barcelona übernahm er den Conte di Libenskof in Rossinis Il viaggio a Reims und an der Vlaamse Opera in Antwerpen verkörperte er den Trimalchio in der Oper Satyricon von Bruno Maderna.
Eine langjährige Zusammenarbeit verband den Sänger ab 2000 mit der Komischen Oper Berlin und dem Regisseur Harry Kupfer. Er sang an diesem Haus die Mozart-Rollen Tamino, Titus, Ferrando und Don Ottavio, den Romeo in Gounods Roméo et Juliette, sowie die Partie des Jonathan in Händels Oratorium Saul und den Piquillo in einer Neuproduktion von Offenbachs La Périchole in der Spielzeit 2009/10.
Am Theater an der Wien trat Chum u. a. 2008 als Kudrjaš in Janáčeks Katja Kabanowa auf, 2009 als Graf Hohenzollern in Henzes Prinz von Homburg und 2013 als Jaquino in Nikolaus Harnoncourts Fidelio-Produktion. 2013 sang er dort auch zwei Tenorpartien in einer konzertanten Aufführung von Viktor Ullmanns Kammeroper Der Kaiser von Atlantis.
2012 debütierte Chum an der Königlichen Oper Kopenhagen (in einer szenischen Fassung des Messiah), 2013 am Münchner Theater am Gärtnerplatz (in Flotows Martha) und am Prager Ständetheater (in Myslivečeks L'Olimpiade). Große persönliche Erfolge konnte er im selben Jahr mit zwei Rollendebüts in Graz erringen: Bei der Styriarte übernahm Chum die Titelrolle in Offenbachs Ritter Blaubart, im September sang er zur Saisoneröffnung der Grazer Oper den Lohengrin.
2014 folgten Rollendebüt als Verdis Don Carlos und als Stolzing in Wagners Meistersingern von Nürnberg, beide am Opernhaus Chemnitz, sowie als Loge im Rheingold bei den Tiroler Festspielen in Erl.

### Konzertrepertoire
Chum singt auch regelmäßig wichtige Tenorpartien in geistlichen Werken von Bach, Händel und Mendelssohn, u. a. im Weihnachtsoratorium, in Johannes- und Matthäus-Passion, Saul und Messiah. Zum Jahreswechsel 2012/2013 war Chum mit Beethovens Neunter und dem Leipziger Gewandhausorchester unter Riccardo Chailly live im MDR zu hören. Am Gewandhaus sang er auch Schuberts Winterreise in der Orchesterfassung von Hans Zender.
Johannes Chum hat mit einer Reihe namhafter Dirigenten zusammengearbeitet, darunter Sylvain Cambreling, Dennis Russell Davies, Christopher Hogwood, René Jacobs, Fabio Luisi, Sir Charles Mackerras, Ingo Metzmacher, Sir Roger Norrington, Jordi Savall, Peter Schreier und Bruno Weil.

## Ehrungen
- Im Jahr 2000 wurde er mit der Eberhard-Waechter-Medaille ausgezeichnet.
- 2001 erhielt er den Karl-Böhm-Interpretationspreis, des Landes Steiermark.
- 2023: Ehrenzeichen des Landes Steiermark für Wissenschaft, Forschung und Kunst[3]